# Турнеја Британских и Ирских Лавова по Новом Зеланду 1977.
Турнеја Британских и Ирских Лавова по Новом Зеланду 1977. (службени назив: 1977 British and Irish Lions tour to New Zealand) је била турнеја острвског рагби дрим тима по Аотеарои 1977. Лавови су укупно на овој турнеји одиграли 26 мечева, од чега 25 на Новом Зеланду и 1 на Фиџију. Укупно су забележили 21 победу и 5 пораза. Ол блекси су победили у серији 3-1 у победама, али тај резултат није одсликавао право стање на терену. Када су се вратили у Велику Британију, одиграли су меч на Твикенаму против Барберијанса и победили.

## Тим
Стручни штаб
- Менаџер Џорџ Барел, Шкотска
- Тренер Џон Дејвс, Велс

Играчи
'Скрам'
- Бил Бемунт, Енглеска
- Гордон Браун, Шкотска
- Тери Кобнер, Велс
- Френ Котон, Енглеска
- Вили Дуџен, Ирска
- Трефор Еванс, Велс
- Чарли Фолкнер, Велс
- Најџел Хортон, Енглеска
- Мос Кин, Ирска
- Алан Мартин, Велс
- Тони Нири, Енглеска
- Филип Ор, Ирска
- Грејам Прајс, Велс
- Дерек Квинел, Велс
- Џеф Сквир, Велс
- Питер Вилер, Енглеска
- Клајв Вилијамс, Велс
- Боби Винсдор, Велс

'Бекови'
- Фил Бенет, Велс
- Џон Беван, Велс
- Дејвид Бурчер, Велс
- Герет Еванс, Велс
- Стив Фенвик, Велс
- Мајк Гибсон, Ирска
- Брус Хеј, Шкотска
- Енди Ирвин, Шкотска
- Алан Лујис, Лондон велш
- Ијан Макгикан, Шкотска
- Доџи Морган, Шкотска
- Питер Сквирс, Енглеска

## Утакмице
Ваирапа Буш - Лавови 13-41
Хокс беј - Лавови 11-13
Поберти беј - Лавови 6-25
Таранаки - Лавови 13-21
Кинг каутри - Лавови 9-60
Манавату - Лавови 12-18
Отаго - Лавови 7-12
Саутленд - Лавови 12-20
НЗ Универзитетска екипа - Лавови 9-21
Ол блекси - Лавови 16-12
Ханан шилд - Лавови 6-45
Кантербери - Лавови 13-14
Вест коаст - Лавови 0-45
Велингтон - Лавови 6-13
Нелсон бејс - Лавови 23-40
Ол блекси - Лавови 9-13
Нови Зеланд Маори - Лавови 19-22
Ваикато - Лавови 13-18
Млада репрезентација Новог Зеланда - Лавови 9-19
Окланд - Лавови 15-34
Ол блекси - Лавови 19-7
Тејмс Вали - Лавови 10-35
Норт Окланд - Лавови 7-18
Беј оф пленти - Лавови 16-23
Ол блекси - Лавови 10-9
Фиџи - Лавови 25-21
| Победник турнеје 1977. |
| ---------------------- |
| Ол блекси (3-1)        |

## Статистика
Рекордна посета
Ол блекси - Британски и Ирски Лавови 58 000 гледалаца, четврти тест меч
Највише поена против Новог Зеланда
- Фил Бенет 18